# جين واتسون
جين واتسون (بالإنجليزية: Gene Watson)‏ هو مغن مؤلف ومغني أمريكي، ولد في 11 أكتوبر 1943 في فلسطين في الولايات المتحدة.

## وصلات خارجية
- الموقع الرسمي
- جين واتسون على موقع IMDb (الإنجليزية)
- جين واتسون على موقع ميوزك برينز (الإنجليزية)
- جين واتسون على موقع ديسكوغز (الإنجليزية)